# Esponja de baño
Una esponja es un utensilio utilizado para la higiene corporal o la limpieza de otro tipo de superficies. Son especialmente buenas para absorber agua o productos líquidos.
La esponja es un material poroso que puede estar fabricada en fibras celulósicas o en polímeros plásticos (generalmente el poliuretano). 
Existen esponjas naturales, utilizadas en labores de higiene, aunque la mayor parte se usan para limpieza facial o corporal.

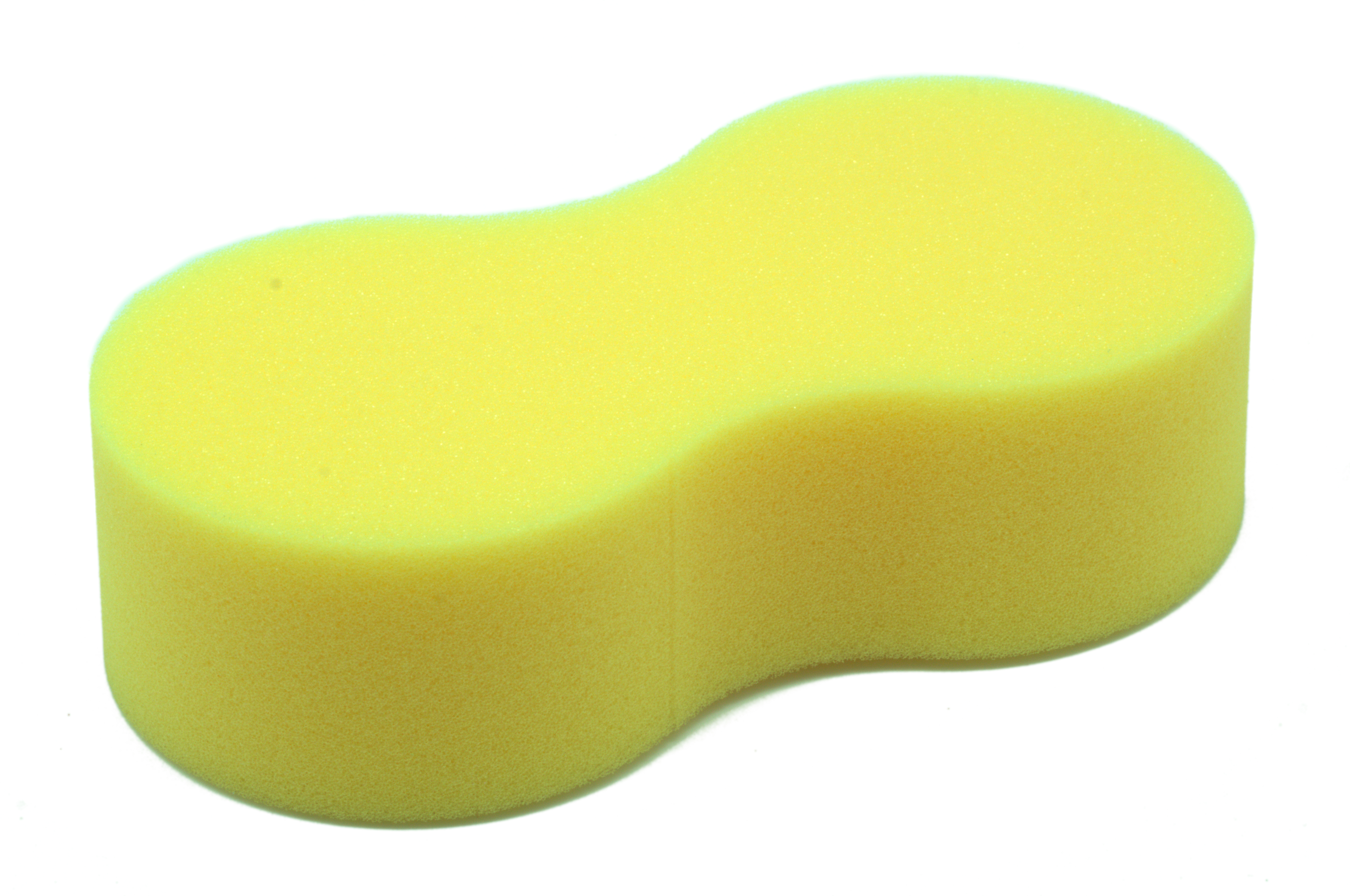
Esponja de baño.

Las esponjas de baño se emplean para distribuir el jabón por el cuerpo durante las actividades ordinarias de higiene. Otras esponjas se utilizan para limpiezas específicas como las de los automóviles o para extender el jabón por los cristales. 
Actualmente, junto con las esponjas sintéticas, se aprecia un renacer de los modelos cultivados por procedimientos naturales. Las esponjas vegetales se venden en farmacias y herboristerías y se utilizan como efectivos exfoliantes o productos de limpieza que favorecen la circulación de la sangre. Las esponjas vegetales más conocidas son la Luffa cylindrica y Luffa acutangula que se cultivan con gran facilidad.
Además de ser herramientas fundamentales en la limpieza facial con desmaquillantes o de todo tipo de pieles, a la hora de ayudar a la limpieza de poros y evitar la aparición de puntos negros o espinillas.  

## Mantenimiento
Para el correcto mantenimiento de las esponjas se recomienda aclararlas en profundidad después de cada uso para retirar los restos de jabón y de material orgánico que pueden llegar a generar muy malos olores. Es conveniente sumergirla de vez en cuando en una solución de vinagre con agua. 
Si la esponja es sintética se puede introducir en la lavadora con el resto de la colada.